# مارغريت النمساوية ملكة إسبانيا
مارغريت من النمسا (بالألمانية: Margarete von Österreich)‏ (25 ديسمبر 1584 - 3 أكتوبر 1611) كانت ملكة إسبانيا والبرتغال القرينة لزواجها بالملك فيليب الثالث.